# شهرستان فالون (مونتانا)
شهرستان فالون، مونتانا (به انگلیسی: Fallon County, Montana) یک سکونتگاه مسکونی در ایالات متحده آمریکا است که در ایالت مونتانا واقع شده‌است.

## خصوصیات
شهرستان فالون ۴٬۲۰۳٫۵۷ کیلومترمربع مساحت دارد.